# Christian Isomettä
Dan Christian Juhani Isomettä, född 16 maj 1987 i Målilla med Gårdveda församling, är en svensk speedwayförare som tidigare kört för Dackarna.